# Novigrad Podravski
Novigrad Podravski is een gemeente in de Kroatische provincie Koprivnica-Križevci.
Novigrad Podravski telt 3161 inwoners. De oppervlakte bedraagt 64,62 km², de bevolkingsdichtheid is 48,9 inwoners per km².
Steden (gradovi): Koprivnica · Đurđevac · Križevci

Gemeenten (općine): Drnje · Đelekovec · Ferdinandovac · Gola · Gornja Rijeka · Hlebine · Kalinovac · Kalnik · Kloštar Podravski · Koprivnički Bregi · Koprivnički Ivanec · Legrad · Molve · Novigrad Podravski · Novo Virje · Peteranec · Podravske Sesvete · Rasinja · Sokolovac · Sveti Ivan Žabno · Sveti Petar Orehovec · Virje